# Augustin Vološin
Augustin Vološin (17. března 1874 Kelečyn u města Mižhirja – 19. července 1945 Moskva; ukrajinsky Авґустин Волошин – Avgustyn Vološyn) byl podkarpatskoruský duchovní řeckokatolické církve, učitel, československý politik, prezident Karpatské Ukrajiny.

## Biografie

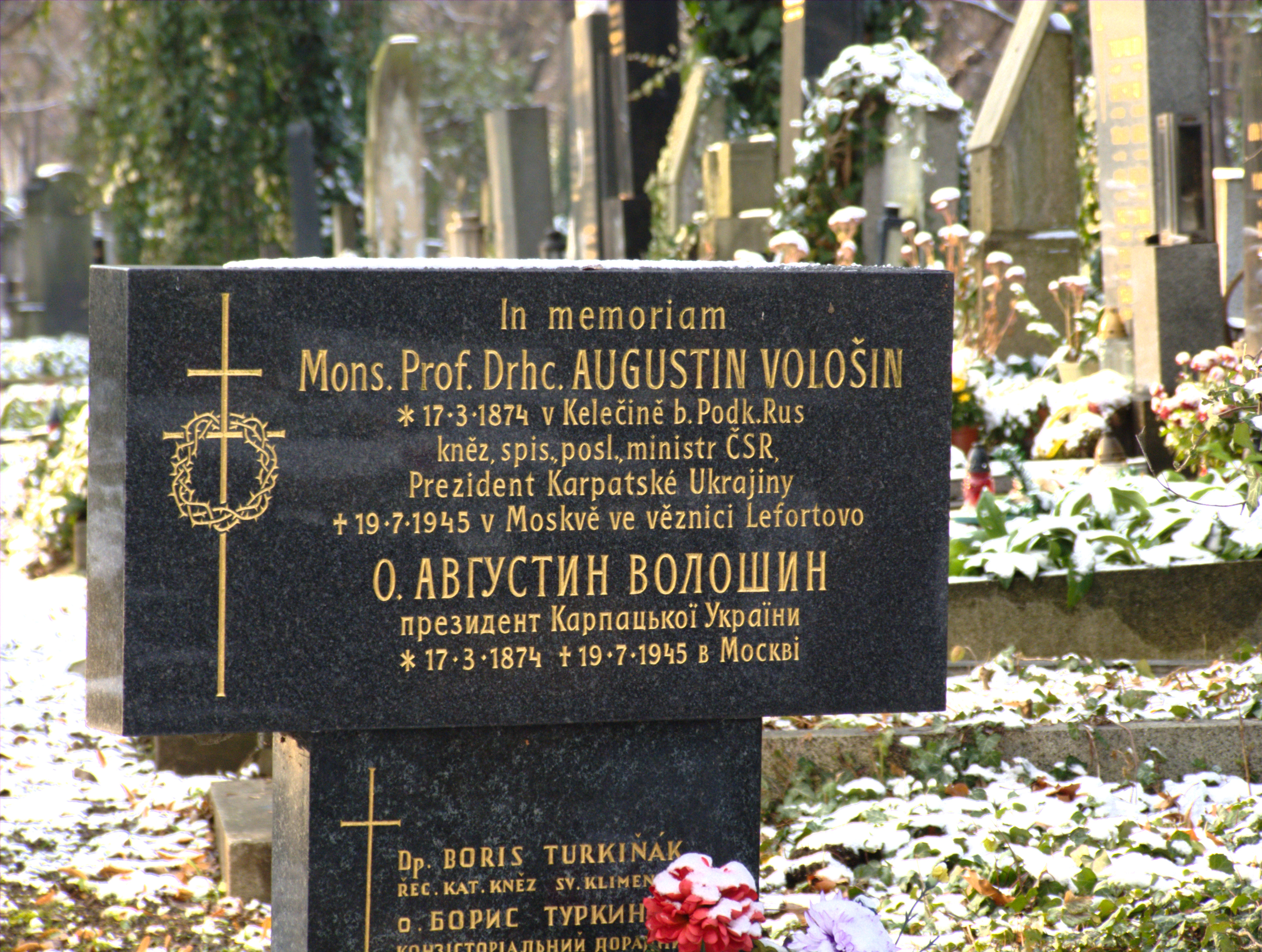
Čestný hrob Augustina Vološina na Olšanských hřbitovech

Narodil se 17. března 1874 v na Podkarpatské Rusi jako jedno z pěti dětí v rodině kněze Ivana Vološina. V Budapešti vystudoval klasické gymnázium a matematiku na tamní universitě. Potom studoval pedagogiku a filosofii ve Vídni a teologii v Římě.
Už v roce 1920 patřil k předním politickým aktivistům na Podkarpatské Rusi. Podílel se na založení Ruské rolnické strany.
Od 15. 11. 1925 do 25. 9. 1929 působil jako poslanec Národního shromáždění republiky Československé, kam byl zvolen při parlamentních volbách v roce 1925 za tehdejší Československou stranu lidovou, respektive za s ní sdruženou formaci Křesťansko-lidová strana Podkarpatské Rusi, kterou Vološin vedl. Jejími sympatizanty byli především řeckokatoličtí zemědělci a podpory se jí dostávalo od řeckokatolického kléru. Měla ovšem proukrajinskou orientaci. Ve 20. letech šlo o stranu loajální vůči ČSR, ve 30. letech se prohlubovala její orientace na nacistické Německo. Šlo o menší formaci. V rámci Podkarpatské Rusi získávala v parlamentních volbách cca 2-4 % hlasů.
Podle údajů k roku 1925 byl Vološin povoláním ředitel učitelského ústavu v Užhorodě.
V říjnu 1938 byl jmenován předsedou autonomní vlády Podkarpatské Rusi. Stál pak v čele tří po sobě jdoucích kabinetů (první vláda Augustina Vološina, druhá vláda Augustina Vološina a třetí vláda Augustina Vološina), kde kromě premiérské funkce zastával i některé další resorty (například ve své první vládě byl i ministrem financí, průmyslu, obchodu a živností, školství a zemědělství). Dne 15. března 1939 deklaroval, že Karpatská Ukrajina přestává být součástí Československé republiky.
Poté byl prezidentem samostatného státu Karpatská Ukrajina, který existoval od 15. března do 18. března 1939.
Pak se uchýlil do Prahy, kde žil během celé druhé světové války jako soukromá osoba. V Praze byl profesorem pedagogiky a psychologie na nacisty financované Ukrajinské svobodné univerzitě. V letech 1944 až 1945 byl posledním rektorem této univerzity.  V roce 1945 (po osvobození Prahy) byl sovětskou vojenskou kontrarozvědkou Směrš odvlečen do Moskvy, kde zemřel ve vězení údajně na infarkt.
Augustin Vološin byl 15. března 2002 jmenován Hrdinou Ukrajiny.